# Petitcodiac
Petitcodiac är en ort i Kanada.   Den ligger i provinsen New Brunswick, i den östra delen av landet, 800 km öster om huvudstaden Ottawa. Petitcodiac ligger 31 meter över havet och antalet invånare är 1 429.
Terrängen runt Petitcodiac är huvudsakligen platt. Petitcodiac ligger nere i en dal. Runt Petitcodiac är det mycket glesbefolkat, med 2 invånare per kvadratkilometer.. Närmaste större samhälle är Salisbury, 15,1 km nordost om Petitcodiac.
I omgivningarna runt Petitcodiac växer i huvudsak blandskog.